# John G. Morris
(John G. Morris, Get the picture, citato da Vogue)
John Godfrey Morris (Chicago, 7 dicembre 1916 – Parigi, 28 luglio 2017) è stato un fotografo e editore statunitense.

## Carriera
John Godfrey Morris ha dedicato tutta la propria vita alla pubblicazione di fotografie per riviste e giornali e ha lavorato con centinaia di fotografi, tra cui I più grandi nomi del XX secolo. Come responsabile della redazione di Londra della rivista Life durante la seconda guerra mondiale assicurò la copertura dello sbarco in Normandia e la pubblicazione delle storiche foto di Robert Capa che documentarono i momenti cruciali dell'azione.
Dopo il conflitto divenne photo editor del mensile Ladies' Home Journal, ma il fulcro della sua carriera è stata la direzione come redattore esecutivo della storica Agenzia Magnum, una cooperativa di fotografi fondata da Henri Cartier-Bresson, Robert Capa, David Seymour e George Rodger.. In seguito è stato redattore grafico del Washington Post e photo editor per il New York Times: nel 1969 sua fu l'organizzazione che permise a quest'ultimo la pubblicazione, in anteprima assoluta, del supplemento contenente le prime immagini scattate sul suolo lunare durante la missione dell'Apollo 11. Inoltre, è stato responsabile della scelta di pubblicazione di numerose altre foto celebri, tra cui quella della bimba nuda in fuga dagli orrori della guerra in Vietnam scattata da Nick Út, vincitrice del premio Pulitzer 1972.
Dal 1983 ha vissuto a Parigi, città in cui si era trasferito come corrispondente del National Geographic e dove, in seguito ha operato come freelance. È morto il 28 luglio 2017 in un ospedale della capitale francese, vicino alla sua abitazione, pochi mesi dopo avere compiuto il centesimo anno di età.

## Riconoscimenti
- 1971 Premio Joseph A. Sprague Memorial, National Press Photographers Association (NPPA)[6]
- 1999 Premio alla scrittura della International Center of Photography (ICP ) per Get The Picture: A Personal History of Photojournalism[7]
- 2002 Citazione speciale della University of Chicago[8]
- 2004 Premio Bayeux-Calvados des Correspondants de Guerre
- 2009 Cavaliere della Legion d'onore[9]
- 2010 Premio alla carriera della International Center of Photography (ICP)[10]

## Pubblicazioni
La sua autobiografia Get the picture, a personal history of photojournalism, è stata pubblicata dalle edizioni Random House nel 1998 e ristampata dalla University of Chicago Press nel 2002. È stata tradotta in francese, giapponese, polacco e italiano (Contrasto Due, 2011, ISBN 978-88-6965-281-3).
- 1946: Photographers Ran the War. Testo di John G. Morris. Popular Photography, febbraio 1926.
- 1946: Married Veterans Take Over The Campus. Testo di John G. Morris, Fotografie di Myron H.Davis. Ladie's Home Journal, Novembre 1946.
- 1947: Tenth Reunion. Testo di John G. Morris. University of Chicago Magazine, Giugno 1947.
- 1948: Your America. Testo di John G. e Mary Adele Morris. Ladie's Home Journal, Giugno 1948.
- 1948/1949: People are People the World Over. 12 articoli di John G. Morris. Ladies' Home Journal, Aprile 1948 - Marzo 1949.
- 1949: The Soul of a Town. Testo di John G. Morris. Pageant. Dicembre 1949.
- 1950: Confessions of a Picture Editor. Testo di John G. Morris. New York. Photo Notes, Primavera 1950.
- 1950: Let's Make Honest Pictures. Testo di John G. Morris. Modern Photography, Giugno 1950.
- 1952: The Face of My Enemy. Testo e fotografie di John G. Morris. Pageant, Maggio 1952.
- 1954: An Appreciation: Robert Capa, Werner Bischof. Testo di John G. Morris. New York. Infinity, Maggio 1954.
- 1954: Magnum Photos - An International Cooperative. Testo di John G. Morris. New York. U.S. Camera, 1954.
- 1957: Chim ... was Chim. Testo di John G. Morris. London. Photography, gennaio 1957.
- 1957: Magnum. Testo di John G. Morris. Popular Photography, Settembre 1957.
- 1957: Tribute. ASMP Picture Annual. Ridge Press. New York. 1957.
- 1957: The World of David Seymour. Testo di John G. Morris. New York. Infinity, Inverno 1957.
- 1958: Elliott Erwitt. Testo di John G. Morris. Lucerne. Camera, Marzo 1958.
- 1962: Photographers Don't Think! Testo di John G. Morris. Popular Photography, Dicembre 1962.
- 1965: Poverty in Perspective. Testo di John G. Morris. Washington Post, 30 maggio 1965.
- 1965: Extra, Extra--a Good Picture! Testo di John G. Morris. Popular Photography, Settembre 1965.
- 1966: The New Look in Newspapers. Testo di John G. Morris. National Press Photographer, Giugno 1966.
- 1966: Great Combat Photos. Testo di John G. Morris. Dateline, New York, Overseas Press Club, 1966.
- 1966: Cliff Edom: The Man in Missouri. Testo di John G. Morris. Popular Photography, Settembre 1966.
- 1966: Where is the Money in Photography? Testo di John G. Morris. Popular Photography, Ottobre 1966.
- 1967: And/Or. Prefazione di John G. Morris. Harper & Row, New York, 1967.
- 1968: The Art of Seeing: A Guide to Travel Photography. Testo di John G. Morris. Holiday, Marzo 1968.
- 1970: How to Preserve Past and Present. Testo di John G. Morris. New York Times, 21 giugno, 1970.
- 1972: This We Remember. Testo di John G. Morris. Harper's Magazine. Settembre 1972.
- 1974: How Not to Sell Your Pictures. Testo di John G. Morris. Popular Photography, January 1974.
- 1976: World Press Photo 1976. Postfazione per lo speciale annuale. World Press Photo 1976, Amsterdam, Teleboek bv., 1976
- 1977: Eliot Porter, André Kertész, Henri Cartier-Bresson, Peter Magubane. Profiles for each of them by John G. Morris. Quest/77 et seq., Beginning in 1977.
- 1982: John G. Morris: A Photographic Memoir. Testo di John G. Morris. Exposure, Society for Photographic Education, Primavera 1982.
- 1983: A Century Old, the Wonderful Brooklyn Bridge. Testo di John G. Morris, fotografie di Donal F. Holway. National Geographic, Maggio 1983.
- 1985: W. Eugene Smith, Let Truth Be the Prejudice. Biografia illustrata di Ben Maddow; postfazione di John G. Morris. Aperture, 1985.
- 1986: FD Paris 1986. Capitolo introduttivo della Guida Fodor 1986 di Parigi. Fodor's,1985.
- 1998: Get the Picture: A Personal History of Photojournalism. Libro autobiografico di John G.Morris. Prima edizione, Random House, 1998. ISBN 0-226-53914-8 Second Edition, University of Chicago Press, 2002. Foreword by William H. McNeill, Afterword by John G Morris. ISBN 9780226539140
- 2004: How LIFE Covered D-Day. Testo di John G Morris, International Herald Tribune. 6 giugno 2004.[11]
- 2004: Henri Cartier-Bresson: The Photographer, The Artist, And My Friend. Testo di John G. Morris. NewsPhotographer, Settembre 2004.
- 2004: Robert Capa: D-Day. Testo di by Robert Capa e John G. Morris. Point de Vues, 2004. ISBN 9782951602076
- 2010: Enough is Enough. Saggio fotografico di John G. Morris. Frontline Club Broadsheet, Inverno 2010.[12]
- 2011: Depression or Recession? Parallels with 1929. Articolo di John G. Morris. INSEAD Knowledge, Giugno 2011.[13]
- 2011: Robert Capa - Traces d'une Légende. Prefazione di John G. Morris. Bernard Lebrun and Michel Lefebvre. Éditions de la Martinière, Paris France. 2011.